# П'єр Луї Дітш
П'єр Луї Дітш (або Діч, фр. Pierre-Louis-Philippe Dietsch; 17 березня 1808, Діжон — 20 лютого 1865, Париж) — французький композитор і диригент.
Син німця та француженки; батько Дітша, майстер-панчіх, був вихідцем із саксонського міста Апольда. У дитячі роки Дітш співав у хорі хлопчиків Діжонського собору. Був помічений А. Е. Шороном і за його рекомендацією вирушив для продовження музичної освіти до Парижа, з 1822 р. навчався у Шорона в Інституті церковної музики. Потім закінчив Паризьку консерваторію (1830) за класом контрабасу Марі П'єра Шеньє; одночасно вивчав контрапункт під керівництвом Антоніна Рейхи.
Деякий час був першим контрабасом в оркестрі Італійської опери в Парижі, проте незабаром надав перевагу заняттям церковної музики. Обіймав посаду музичного керівника у різних храмах Парижа, у тому числі протягом майже півтора десятиліття (до 1850 р.) у церкві Сент-Есташ, а потім у церкві Мадлен. Дітшу належить великий корпус релігійних творів, в тому числі Святкова меса (1838), присвячена Меєрберу, яка отримала схвалення Берліоза, присвячена пам'яті Адольфа Адама Реквіим (1857), Stabat Mater (1864), а також чотириголосий мотет Ave Maria (1842) — вільна обробка пісні Якоба Аркадельта, перероблена потім для фортепіано Ференцем Лістом.
Поруч із кар'єрою у сфері церковної музики Дітш в 1840 р. по протекції Джоакіно Россіні був призначений хормейстером Паризької опери. До цього часу належить робота Дітша над його єдиною оперою «Корабель-примара» (фр. Le Vaisseau fantôme, лібретто Б. А. Ревуаля і П. Фуше), поставленої 9 листопада 1842 і витримала 11 вистав. Вважається, що в основу лібрето ліг синопсис, підготовлений Ріхардом Вагнером для його «Летючого голландця» і куплений у нього директором Опери Луї Пійє. «Корабль-примара» Дітша був забутий, проте у 2013 р. Марк Мінковський здійснив його запис у комплекті з першою редакцією «Летючого голландця».
У 1860—1863 рр. Дітш обіймав посаду диригента Опери, здійснивши, зокрема, паризьку прем'єру вагнерівського «Танґейзера» (1861). Приводом для відставки Дітша став конфлікт із Джузеппе Верді під час репетицій опери останнього «Сицилійська вечірня».
З 1853 р. і до кінця життя викладав гармонію, контрапункт та фугу в Школі Нідермейєра; 1861 р. виконував обов'язки директора школи після смерті Луї Нідермейєра.
Кавалер Ордену Почесного Легіону (1856). Ім'я Дітша носить вулиця у Діжоні.